# Wellington (Somerset)
Wellington is een civil parish in het bestuurlijke gebied Somerset West and Taunton, in het Engelse graafschap Somerset. De plaats telt 13.822 inwoners.